# Unión Europea de Pagos
La Unión Europea de Pagos (en inglés European Payments Union (EPU)) fue una organización internacional existente entre julio de 1950 y diciembre de 1958, cuando fue reemplazada por el Acuerdo Monetario Europeo.
Después del final de la Segunda Guerra Mundial, la depresión económica afectó a toda Europa. De todas las grandes potencias no neutrales, solo el PIB del Reino Unido no había disminuido a causa de la guerra, Alemania se encontraba en el nivel de 1908 y Francia en su nivel de 1891. El comercio se basaba en las reservas en dólares (la única moneda aceptada como reserva), que escaseaba en Europa. Por lo tanto, la transferencia de dinero (inmediatamente después de cada transacción) aumentaban los costes del comercio, que en algunos casos quedó reducido a operaciones de trueque.
La situación llevó a la Organización Europea para la Cooperación Económica (OECE) a crear la Unión Europea de Pagos (EPU), cuyo Convenio fue firmado por todos sus miembros en París, el 7 de julio de 1950. La EPU contabilizaba todas las transacciones, que se liquidaban, inicialmente cada dos meses, que luego pasó a ser de forma mensual. Esto cambió el panorama desde las operaciones bilaterales de necesidad hacia el comercio multilateral. El EPU también obligó a la liberalización, suprimiriendo medidas discriminatorias comerciales. El EPU fue un éxito en general duplicando los niveles de comercio durante su duración.